# Draft 1968 de la NBA
1967 1969
La draft 1968 de la NBA est la 22e draft annuelle de la National Basketball Association (NBA), se déroulant en amont de la saison 1968-1969. Elle s'est tenue le 3 avril 1968 pour le premier tour et les 8 mai 1968 et 10 mai 1968 pour les autres tours, à New York. Cette draft se compose de 21 tours et 214 joueurs ont été sélectionnés,.
Les Bucks de Milwaukee et les Suns de Phoenix, nouvelles franchises de la ligue, participent à la draft pour la première fois, après avoir réalisé une draft d'expansion, leur permettant de sélectionner des joueurs d'autres franchises, non protégés.
Lors de cette draft, 14 équipes de la NBA choisissent à tour de rôle des joueurs évoluant au basket-ball universitaire américain. Un joueur qui a terminé son cursus de quatre ans à l’université est admissible à la sélection. Si un joueur quitte l’université plus tôt, il n'est pas éligible pour la sélection jusqu’à ce qu'il ait obtenu son diplôme. Les deux premiers choix de la draft se décident entre les deux équipes arrivées dernières de leur division l'année précédente, à l'issue d'un pile ou face. Les choix de premier tour restant et les choix de draft sont affectés aux équipes dans l'ordre inverse de leur bilan victoires-défaites lors de la saison 1967-1968. Les six équipes qui ont obtenu les meilleurs bilans sur la saison précédente n’ont pas sélectionné de joueurs lors du second tour.
Les Hawks de Saint-Louis sont délocalisés dans la ville d'Atlanta, afin de devenir les Hawks d'Atlanta juste avant le début de la saison régulière.
Elvin Hayes est sélectionné par les Rockets de San Diego en premier choix, en provenance des Cougars de Houston au niveau universitaire. Wes Unseld, le second choix, est choisi par les Bullets de Baltimore et remporte les titres de NBA Rookie of the Year, ainsi que NBA Most Valuable Player lors de sa première saison professionnelle. Il est le second joueur à réaliser cette performance depuis Wilt Chamberlain en 1960.
Elle a vu la sélection de deux futurs Hall-of-Famers avec les deux premiers choix, Elvin Hayes et Wes Unseld. Ils sont également nommés dans la liste des meilleurs joueurs du cinquantenaire de la NBA en 1996.
Deux autres joueurs sélectionnés connaîtront une grande carrière d'entraîneur : Don Chaney avec quatre équipes NBA et Rick Adelman avec les Trail Blazers de Portland et les Kings de Sacramento.

## Draft
| ^ | Signale un joueur qui a été intronisé au Basketball Hall of Fame                        |
| + | Signale un joueur qui a été sélectionné pour au moins un match annuel NBA All-Star Game |
| m | Signale un joueur qui a remporté le titre de MVP au cours de sa carrière                |
| R | Signale le joueur qui a remporté le titre de NBA Rookie of the Year                     |

### Premier tour
| Choix | Nom             | Position           | Nationalité | Équipe                    | Provenance                              |
| ----- | --------------- | ------------------ | ----------- | ------------------------- | --------------------------------------- |
| 1     | Elvin Hayes^    | Ailier fort, Pivot | États-Unis  | Rockets de San Diego      | Cougars de Houston                      |
| 2     | Wes Unseld^ m R | Ailier fort, Pivot | États-Unis  | Bullets de Baltimore      | Cardinals de Louisville                 |
| 3     | Bob Kauffman+   | Ailier fort, Pivot | États-Unis  | SuperSonics de Seattle    | Guilford College                        |
| 4     | Tom Boerwinkle  | Pivot              | États-Unis  | Bulls de Chicago          | Volunteers du Tennessee                 |
| 5     | Don Smith       | Ailier fort, Pivot | États-Unis  | Royals de Cincinnati      | Cyclones d'Iowa State                   |
| 6     | Otto Moore      | Ailier fort, Pivot | États-Unis  | Pistons de Détroit        | Pan American                            |
| 7     | Charlie Paulk   | Ailier fort, Pivot | États-Unis  | Bucks de Milwaukee        | Northeastern State                      |
| 8     | Gary Gregor     | Ailier fort, Pivot | États-Unis  | Suns de Phoenix           | Gamecocks de la Caroline du Sud         |
| 9     | Ron Williams    | Arrière            | États-Unis  | Warriors de San Francisco | Mountaineers de la Virginie-Occidentale |
| 10    | Bill Hosket     | Ailier fort, Pivot | États-Unis  | Knicks de New York        | Buckeyes d'Ohio State                   |
| 11    | Bill Hewitt     | Ailier             | États-Unis  | Lakers de Los Angeles     | Trojans d'USC                           |
| 12    | Don Chaney      | Arrière            | États-Unis  | Celtics de Boston         | Cougars de Houston                      |
| 13    | Skip Harlicka   | Arrière            | États-Unis  | Hawks d'Atlanta           | Gamecocks de la Caroline du Sud         |
| 14    | Shaler Halimon  | Arrière, Ailier    | États-Unis  | 76ers de Philadelphie     | Aggies d'Utah State                     |

### Deuxième tour
| Choix | Nom                           | Nationalité | Équipe                           | Provenance      |
| ----- | ----------------------------- | ----------- | -------------------------------- | --------------- |
| 15    | John Trapp (ailier)           | États-Unis  | Rockets de San Diego             | Nevada Southern |
| 16    | Art Harris (meneur)           | États-Unis  | SuperSonics de Seattle           | Stanford        |
| 17    | Loy Petersen (meneur)         | États-Unis  | Bulls de Chicago                 | Oregon State    |
| 18    | Bob Quick (arrière)           | États-Unis  | Bullets de Baltimore             | Xavier          |
| 19    | Ron Dunlap (pivot)            | États-Unis  | Bulls de Chicago (de Cincinnati) | Illinois        |
| 20    | Manny Leaks (ailier)          | États-Unis  | Pistons de Détroit               | Niagara         |
| 21    | Dick Cunningham (ailier fort) | États-Unis  | Suns de Phoenix                  | Murray State    |
| 22    | Gene Moore (pivot)            | États-Unis  | Bucks de Milwaukee               | Saint Louis     |

### Joueurs notables sélectionnés dans les tours suivants
| Choix | Nom                   | Nationalité | Équipe               | Provenance           |
| ----- | --------------------- | ----------- | -------------------- | -------------------- |
| 23    | Stu Lantz (arrière)   | États-Unis  | Rockets de San Diego | Nebraska             |
| 79    | Rick Adelman (meneur) | États-Unis  | Pistons de Détroit   | Loyola (Los Angeles) |
| 157   | Ron Boone (arrière)   | États-Unis  | Suns de Phoenix      | Idaho State          |